# منتصف الليل في باريس
منتصف الليل في باريس (بالإنجليزية: Midnight in Paris)‏ هو فيلم كوميدي وفنتازيا من تأليف وإخراج وودي آن (2011). تدور أحداث الفيلم في مدينة باريس، ويروي قصّة كاتب السيناريو غيل بيندر الذي يُجبر على مواجهة عيوب علاقته مع خطيبته المادّية وأهدافهما المختلفة، الأمر الذي يزداد سوءًا بعد سفره المتكرر عبر الزمن في كل ليلة عند منتصف الليل. يبحث الفيلم في مواضيع النوستالجيا والحداثة.
الفيلم من إنتاج المجموعة الإسبانية ميديابرو بالتعاون مع شركة غرافيير برودكشن التابعة لآلن والتي تتّخذ من الولايات المتحدة مقرًا لها. الفيلم من بطولة أوين ويلسون، ورايتشل مكأدمز، وكاثي بيتس، وأدريان برودي، وكارلا بروني، وماريون كوتيار، ومايكل شين. عُرض الفيلم للمرة الأولى في مهرجان كان السينمائي لعام 2011، ثم عُرض في الولايات المتحدة في 20 مايو من عام 2011. لاقى الفيلم إشادة من النقاد منذ عرضه الأول، إذ اعتُبر أحد أفضل أفلام آلن في السنوات الأخيرة. فاز الفيلم بجائزة الأوسكار لأفضل سيناريو أصلي وجائزة غولدن غلوب لأفضل سيناريو في عام 2012، ورُشّح أيضًا لثلاث جوائز أوسكار أخرى: أفضل فيلم، وأفضل مخرج، وأفضل تصميم إنتاج.

## الحبكة
يذهب غيل بيندر، كاتب السيناريو الهوليوودي الناجح الذي لم يحقق آماله الإبداعية بعد، إلى باريس مع خطيبته إينيز لقضاء إجازة برفقة والديها الأثرياء والمحافظين في عام 2011. يجد غيل صعوبةً في إنهاء روايته الأولى، التي تتمحور حول رجل يعمل في متجر نوستالجيا. تحبط إينيز طموحاته وتعتبرها أحلام يقظة رومانسية، لكنها تشجعه على الالتزام بكتابة السيناريو المربحة. يفكر غيل في الانتقال إلى باريس (التي يراها في أجمل حلّتها في أثناء تساقط المطر، رغم استياء خطيبته). تعتزم إينيز العيش في ماليبو. ينضمّ إليهما صديق خطيبته بول -الذي يُوصف بأنه متحذلق ومدّعي ثقافة- وزوجته كارول بمحض الصدفة. يتحدث بول بثقة عارمة وبدقة مشبوهة حول أهم معالم باريس، حتى أنه كذّب مرشدةً سياحيةً في متحف رودان وأصرّ على أن معلوماته بخصوص علاقات رودان أدق من معلومات المرشدة السياحية. تجده إينيز مثيرًا للإعجاب، بينما يجده غيل لا يُطاق.
يثمل غيل في أثناء حضوره حفلًا لتذوّق النبيذ، فيقرر السير في شوارع باريس عائدًا إلى الفندق. تنطلق إينيز برفقة بول وكارول بواسطة سيارة أجرة. يتوقف غيل في طريقه ليستكشف مكان وجوده. تتوقف سيارة يعود طرازها إلى عشرينيات القرن الماضي بمحاذاته عند منتصف الليل، يرتدي ركّابها ملابس من العشرينيات، ويدعونه للانضمام إليهم. يصلون إلى حفلة لجان كوكتو، فيجدون بين الحضور شخصيات باريسية بارزة من العشرينيات، مثل كول بورتر وزوجته ليندا لي بورتر، وزيلدا وسكوت فيتسجيرالد. تشعر زيلدا بالملل في الحفلة، فتقنع سكوت وغيل بالمغادرة معها. يتوجهون في بادئ الأمر إلى بريكتوبس حيث يرون جوزفين بيكر وهي ترقص، ثم يذهبون إلى مقهى ويصادفون إرنست همينغواي وخوان بيلمونت. تستاء زيلدا عندما يخبرها همينغواي بأن روايتها ضعيفة، فتغادر برفقة بيلمونت إلى سانت جيرمان ليلحق بهما سكوت بعد فترة قصيرة من الزمن، لأنه لا يحب التفكير بأن زوجته وحيدة برفقة مصارع ثيران. يتناقش غيل وهيمنغواي حول الكتابة، ثم يقترح هيمنغواي أن يعرض غيل روايته أمام جيرترود شتاين. يغادر غيل المبنى متجهًا إلى الفندق لجلب مسودة روايته، فيجد نفسه في عام 2011 مجددًا، وتتحول الحانة التي كان يشرب فيها مفكرو العشرينيات إلى مغسلة ملابس.
يرغب غيل في مشاركة تجربة سفره عبر الزمن مع خطيبته إينيز في الليلة التالية. تتخلى إينيز عن غيل قبل منتصف الليل. سرعان ما تعود السيارة ذاتها؛ ينضمّ غيل إلى هيمنغواي وهو في طريقه إلى زيارة صديقته. يتعرف غيل على جيرورد شتاين وبعض الأصدقاء في منزلها، بما في ذلك بابلو بيكاسو وعشيقته أدريانا. ينجذب غيل وأدريانا إلى بعضهما على الفور. تقرأ شتاين السطر الأول من رواية غيل على الملأ.

## طاقم التمثيل
- أدريان برودي
- كارلا بروني
- ماريون كوتيار
- رايتشل مكأدامز
- توم هيدليستون

## الميزانية والإيرادات
بلغت تكلفة إنتاج الفيلم حوالي 17 مليون دولار بينما حقق أرباحا تقدر بـ 151,119,219 دولار.

## روابط خارجية
- منتصف الليل في باريس على موقع IMDb (الإنجليزية)
- منتصف الليل في باريس على موقع ميتاكريتيك (الإنجليزية)
- منتصف الليل في باريس على موقع الموسوعة البريطانية (الإنجليزية)
- منتصف الليل في باريس على موقع روتن توميتوز (الإنجليزية)
- منتصف الليل في باريس على موقع نتفليكس (الإنجليزية)
- منتصف الليل في باريس على موقع قاعدة بيانات الأفلام العربية
- منتصف الليل في باريس على موقع ألو سيني (الفرنسية)
- منتصف الليل في باريس على موقع Turner Classic Movies (الإنجليزية)
- منتصف الليل في باريس على موقع أول موفي (الإنجليزية)
- منتصف الليل في باريس على موقع بوكس أوفيس موجو (الإنجليزية)